# Koketter
Koketter (Lophornis) är ett släkte med fåglar i familjen kolibrier som återfinns i bergstrakter i Sydamerika. Släktet koketter omfattar elva arter.
- Guyanakokett (L. ornatus)
- Savannkokett (L. gouldii)
- Praktkokett (L. magnificus)
- Korttofskokett (L. brachylophus)
- Långtofskokett (L. delattrei)
- Paljettkokett (L. stictolophus)
- Fjärilskokett (L. verreauxi)
- Festkokett (L. chalybeus)
- Påfågelskokett (L. pavoninus)
- Svarttofskokett (L. helenae)
- Vittofskokett (L. adorabilis)